# Tom Thumb

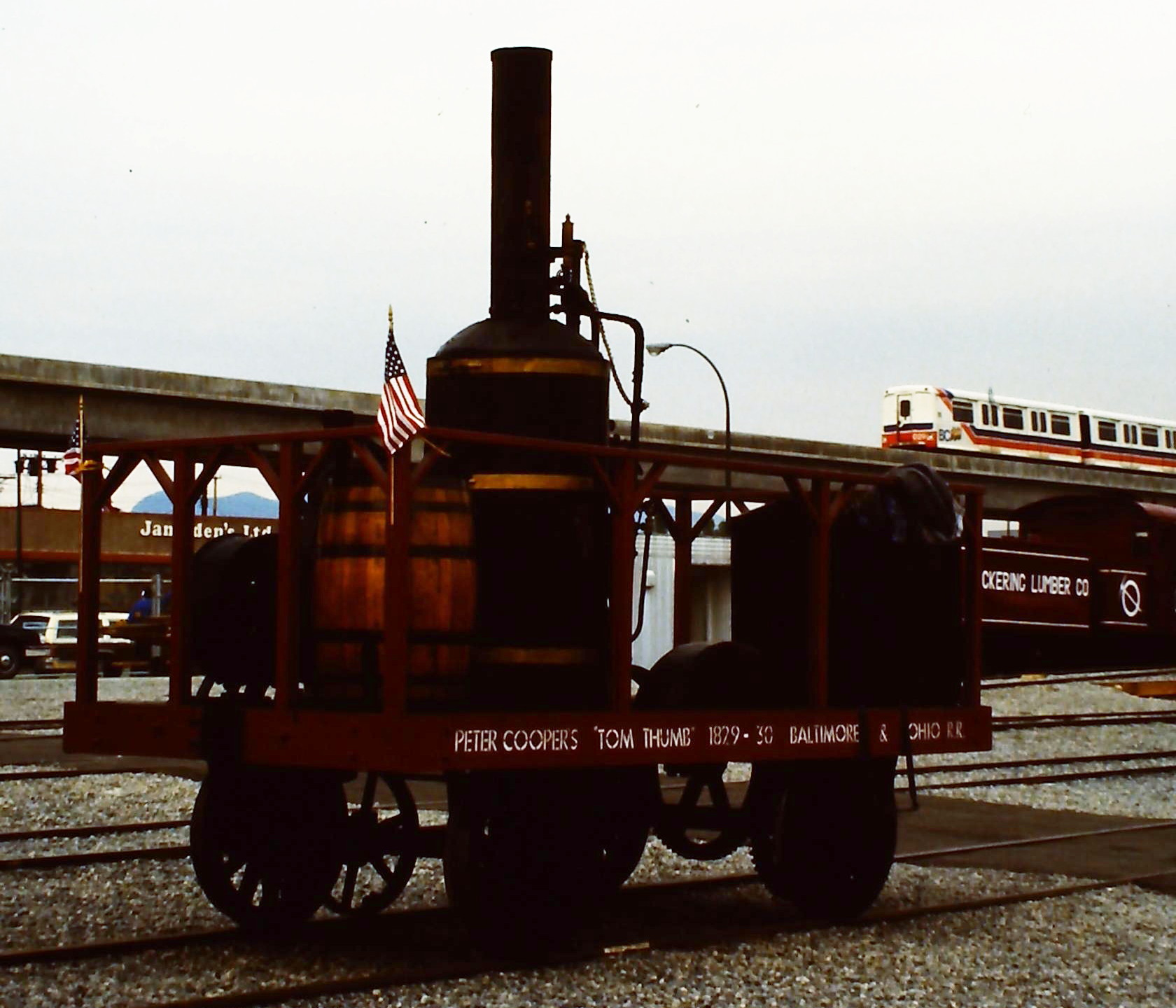

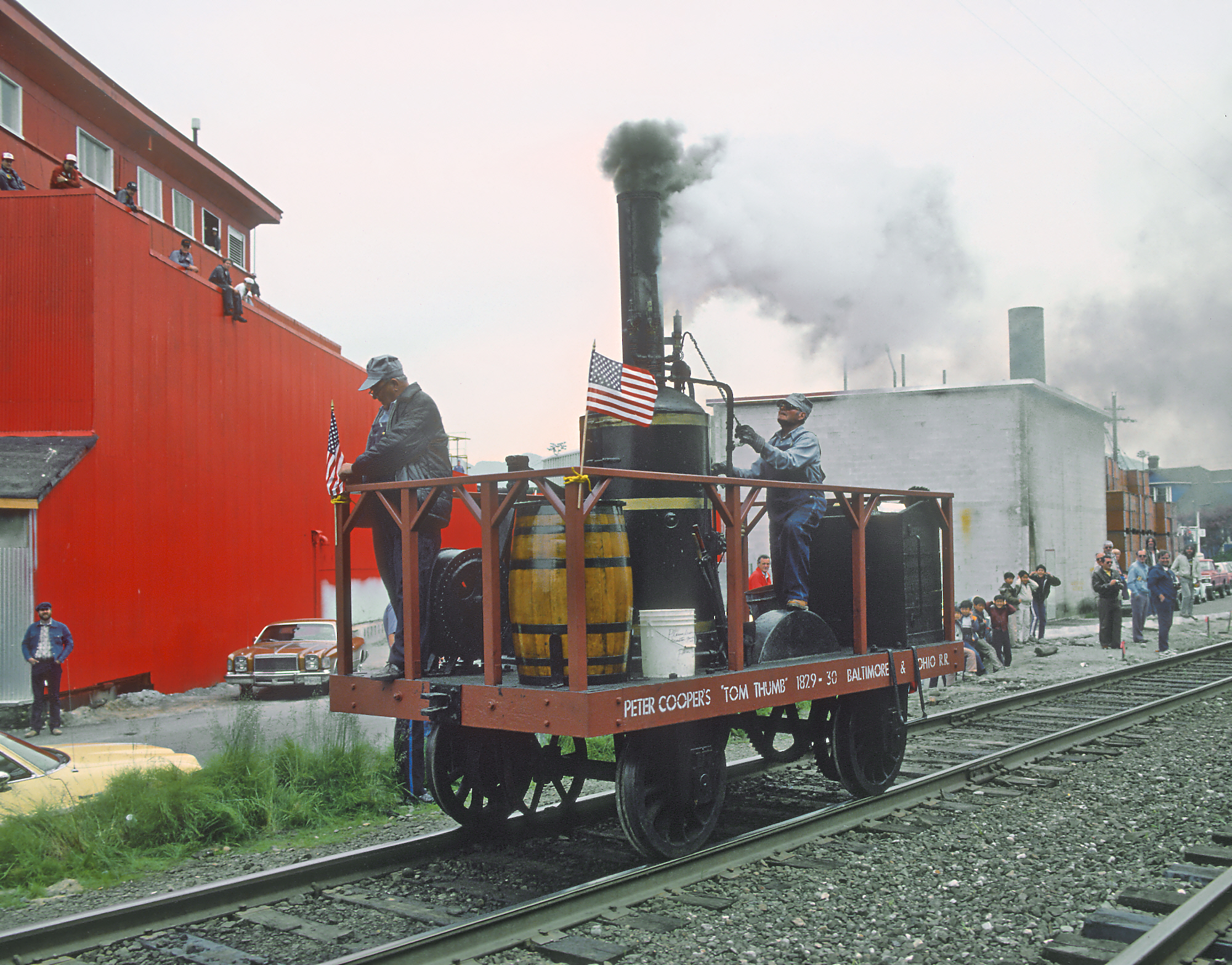

A Tom Thumb volt az amerikai Baltimore and Ohio Railroad első gőzlokomotívja. 1829-ben építették, de csak 1830-ban kezdett el közlekedni. Kazánja függőleges állású volt és a mozdonyt csupán egy henger hajtotta.
A Baltimore and Ohio Railroad kezdetben lovak vontatta vasúti kocsikat használt. A Peter Cooper által tervezett Tom Thumb bemutatója 1830. augusztus 28-án történt. A mozdony 10-14 mérföld/óra sebességgel vontatta a vasúttársaság igazgatóit szállító vagont.
A legenda szerint a mozdony bemutatóján visszaúton versenyre kelt egy ló vontatta vasúti kocsival. A mozdony jelentős előnyre tett szert, amikor technikai hiba miatt leállt és ennek következtében a lovaskocsi megelőzte és megnyerte a versenyt. Ennek ellenére mindenki számára nyilvánvalóvá vált, hogy a jövő a gőzhajtásé. 1831. július 31-től a vasúttársaság valamennyi lovát gőzmozdonyra cserélte.
A mozdonyt később keresztelték el Tom Thumb (Hüvelyk Matyi) névre, annak kis mérete és súlya miatt. A Tom Thumb volt az első sikeres amerikai gőzmozdony, azonban nem közlekedett rendszeres járata. 1834-ben szedték darabjaira, a tervrajzai (ha voltak) nem kerültek elő.
1875-ben Peter Cooper elkészített egy vázlatot a néhai mozdonyról. Ennek alapján 1927-ben készítettek róla replikát.

## Lásd még
- Best Friend of Charleston